# Tricimba convexa
Tricimba convexa är en tvåvingeart som beskrevs av Malloch 1927. Tricimba convexa ingår i släktet Tricimba och familjen fritflugor. Inga underarter finns listade i Catalogue of Life.